# Passiflora subpeltata
Passiflora subpeltata är en passionsblomsväxtart som beskrevs av Casimiro Gómez de Ortega. Passiflora subpeltata ingår i släktet passionsblommor, och familjen passionsblomsväxter. Inga underarter finns listade i Catalogue of Life.

## Bildgalleri

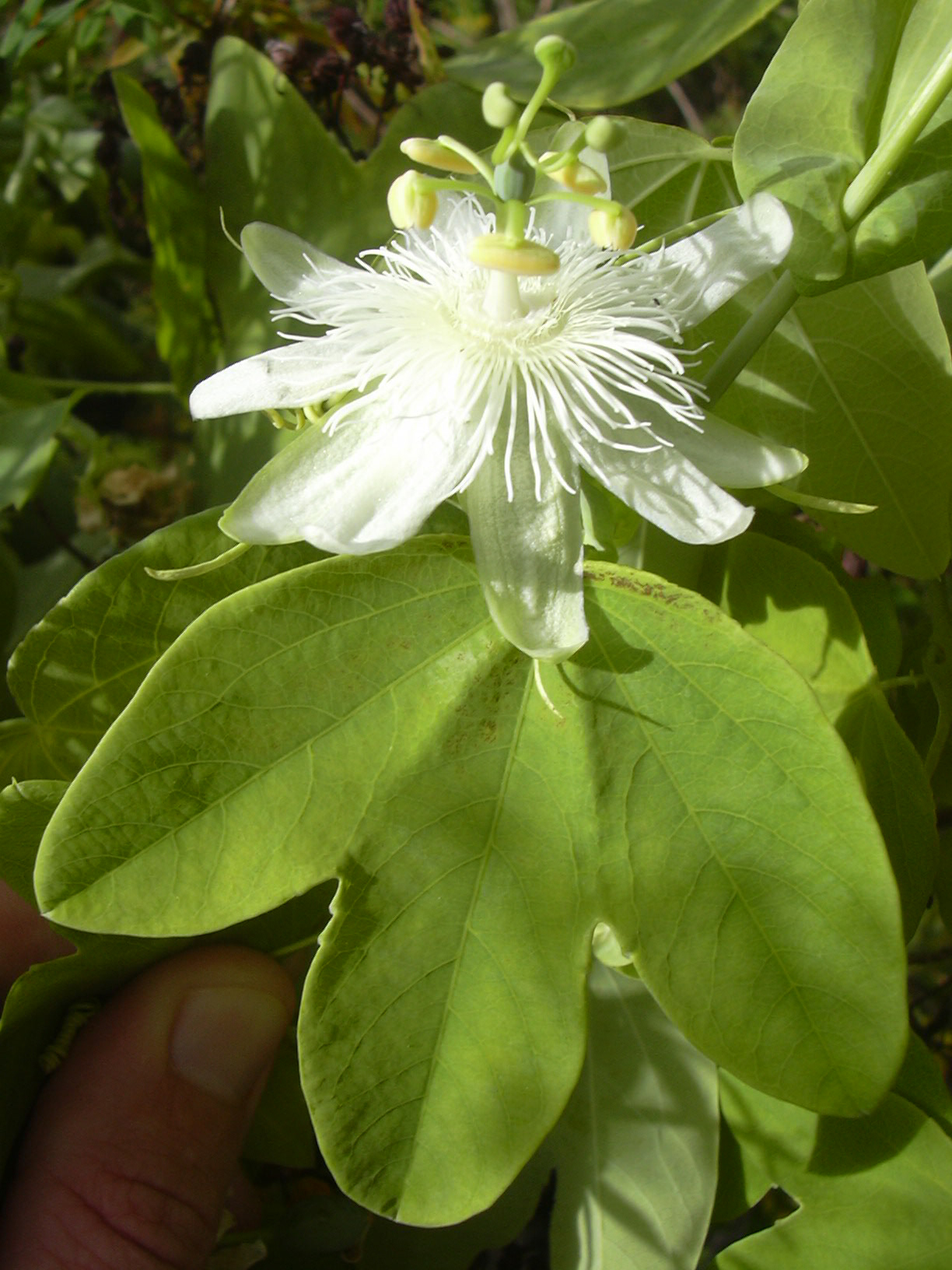
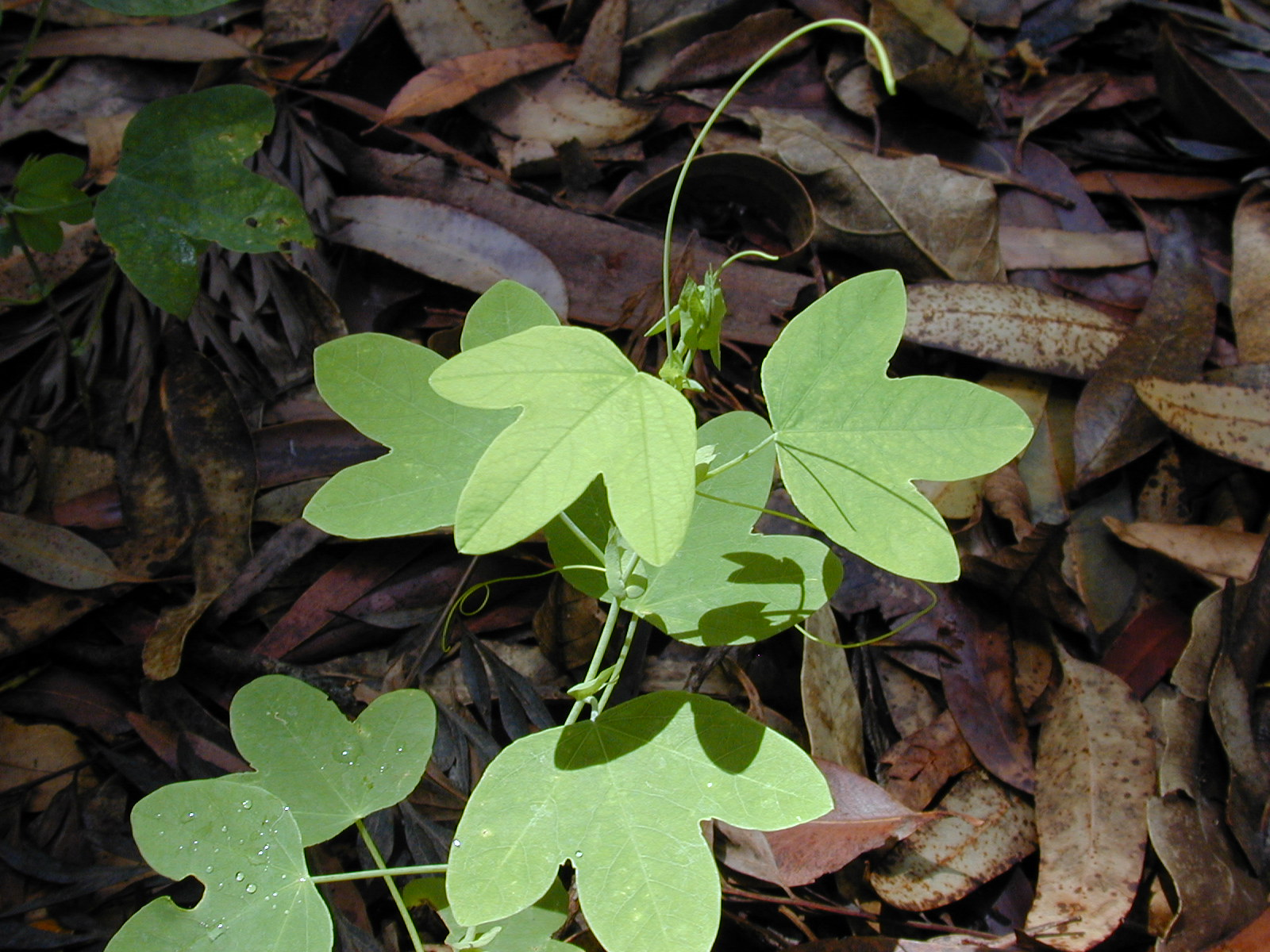
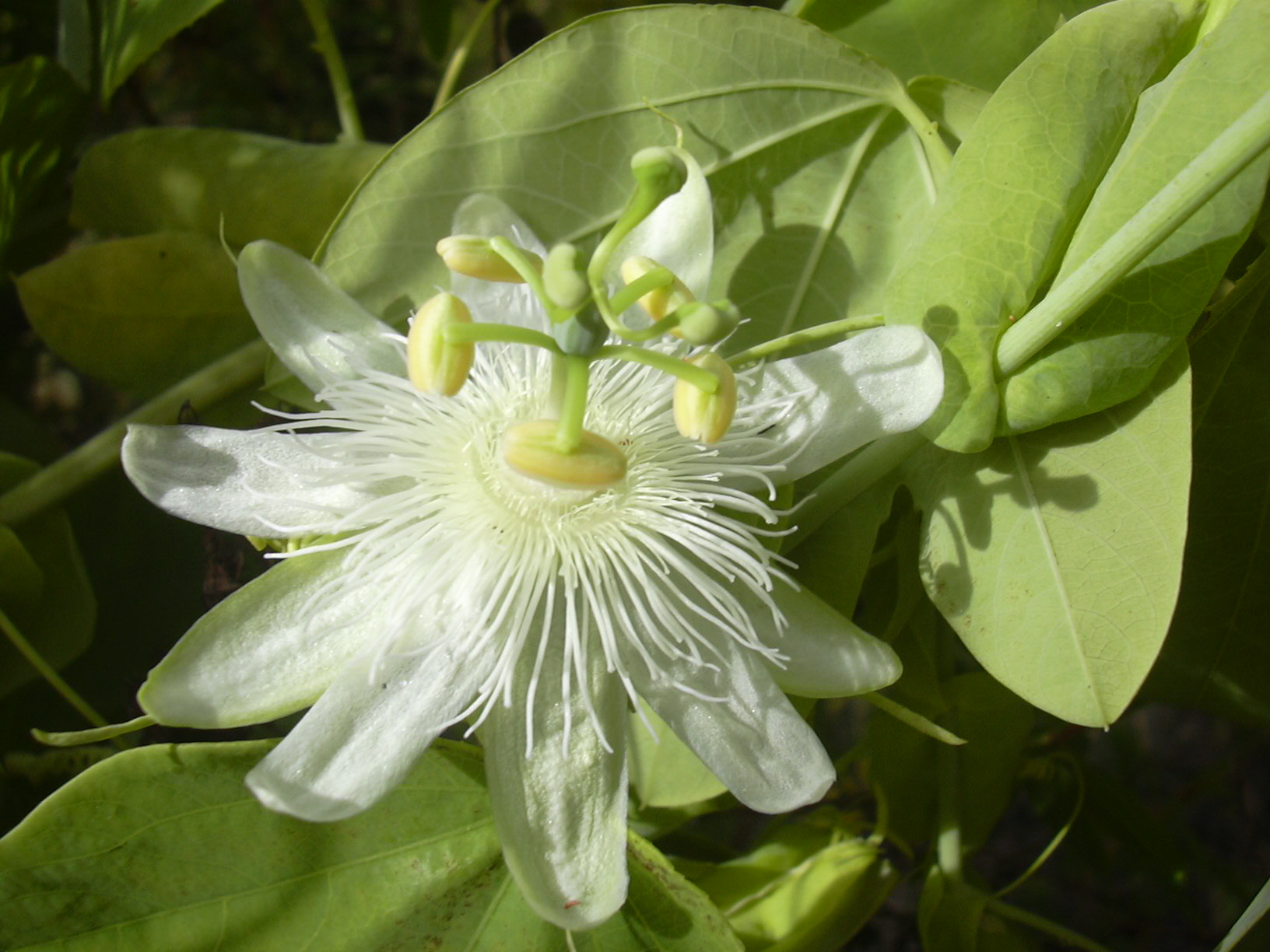
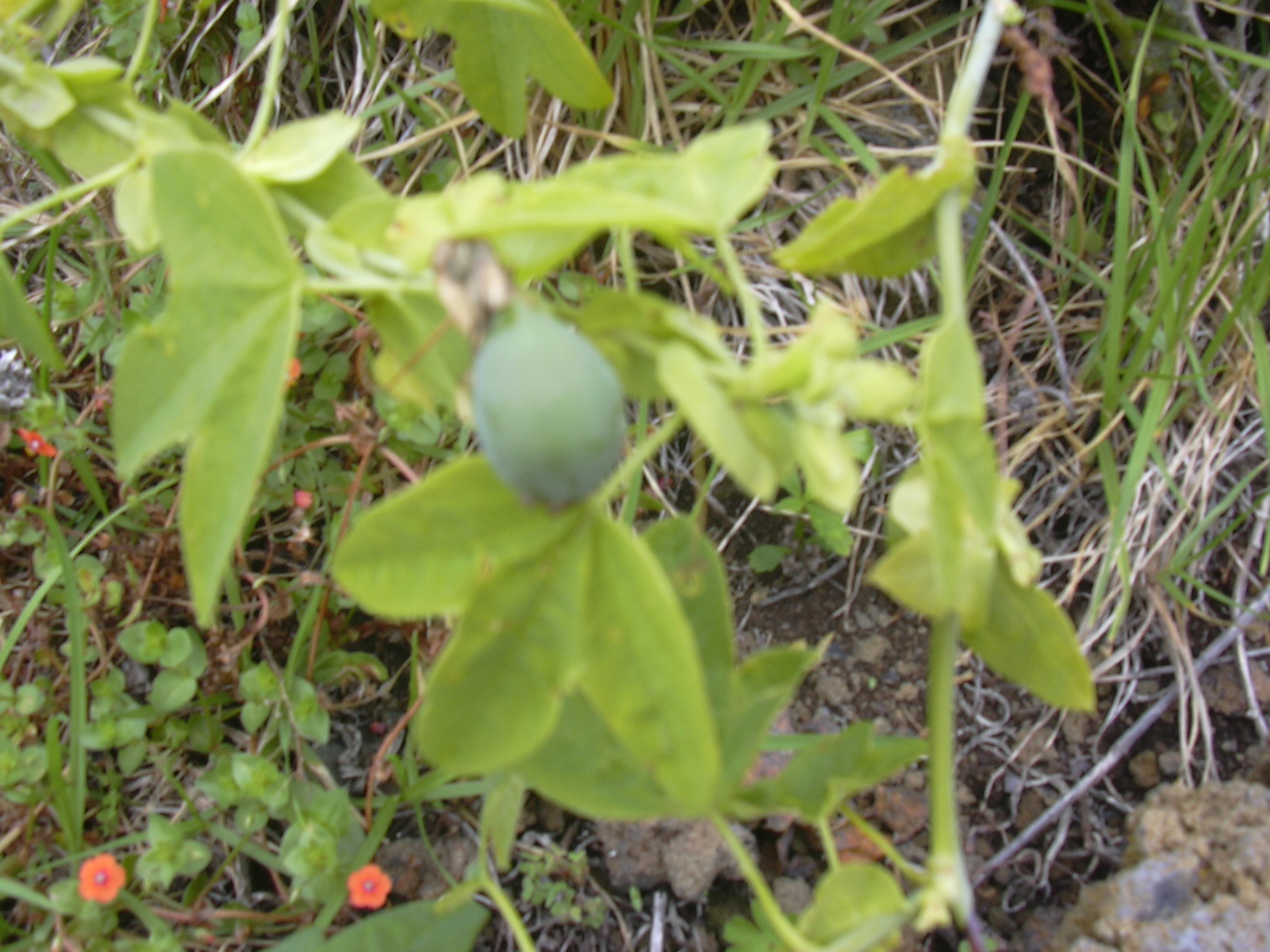
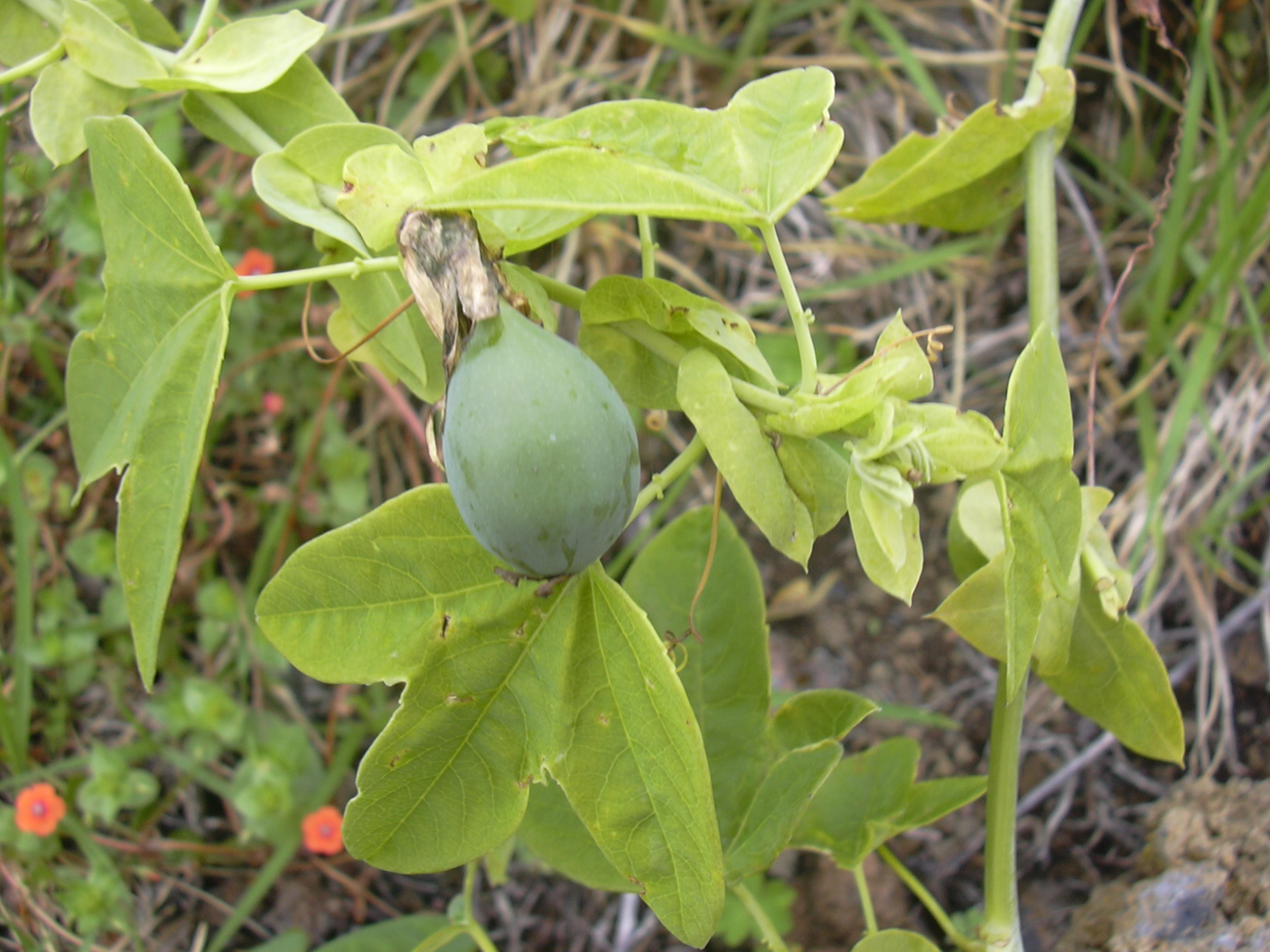
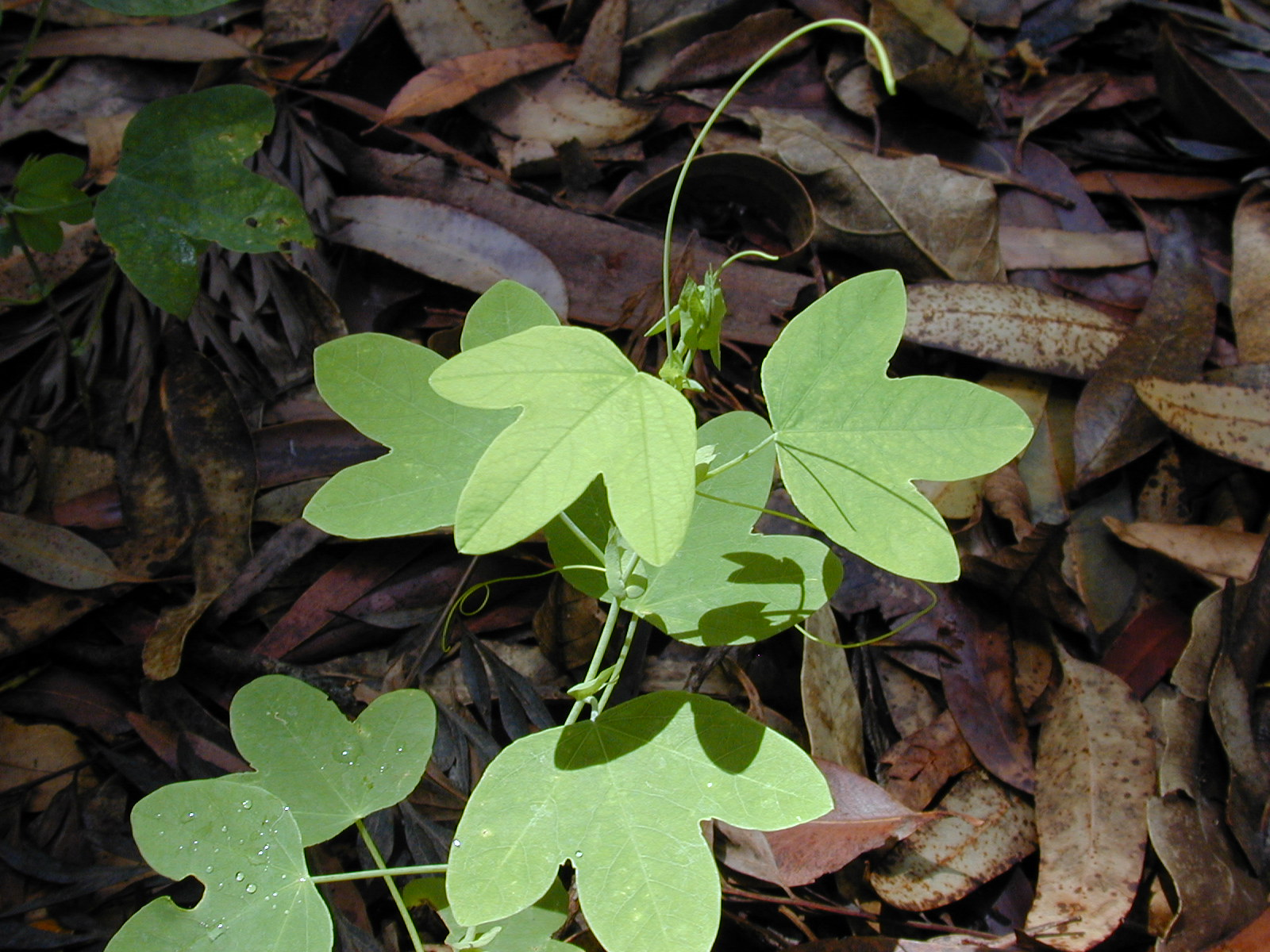